# Brecknockshire
Brecknockshire (conosciuto anche come Breconshire o, in gallese, come Sir Frycheiniog) è una  contea tradizionale del Galles, che fa parte dal 1974 della contea preservata di Powys.
Confina a nord col Radnorshire, ad est con l'Herefordshire e il Monmouthshire, a sud con il Monmouthshire ed il Glamorganshire, e ad ovest con il Carmarthenshire e il Cardiganshire.
Copre un'area di 1.923 chilometri quadrati. La contea è per lo più rurale e montagnosa. Vi scorrono due fiumi: il Wye lungo il confine settentrionale e l'Usk verso est, attraverso la valle centrale. Ci sono cascate spettacolari come le Henrhyd Falls.
Le città principali sono Brecon, Brynmawr, Builth Wells, Hay-on-Wye, Llanwrtyd Wells e Ystradgynlais. Agricoltura, sfruttamento boschivo e turismo sono i perni dell'economia. La contea è amministrata dal Powys Council.